# Danae (Annibale Carracci)
Danae  era un dipinto di Annibale Carracci, andato distrutto nel corso della seconda guerra mondiale.

## Storia del dipinto
La notizia più antica di cui si è sinora in possesso su questo dipinto risale ad un inventario del 1652 che ne documenta l'appartenenza alla famiglia Pamphili.
Come attestano tanto il Bellori, (Vite de' pittori, scultori e architetti moderni, 1672) quanto lo Scannelli (Il microcosmo della pittura, 1657), il dipinto, nel 1655, fu donato da Camillo Pamphili alla regina Cristina di Svezia, pare dopo una visita della ex-sovrana scandinava alle collezioni Pamphili, ove ella avrebbe espresso vivo apprezzamento per la Danae di Annibale.

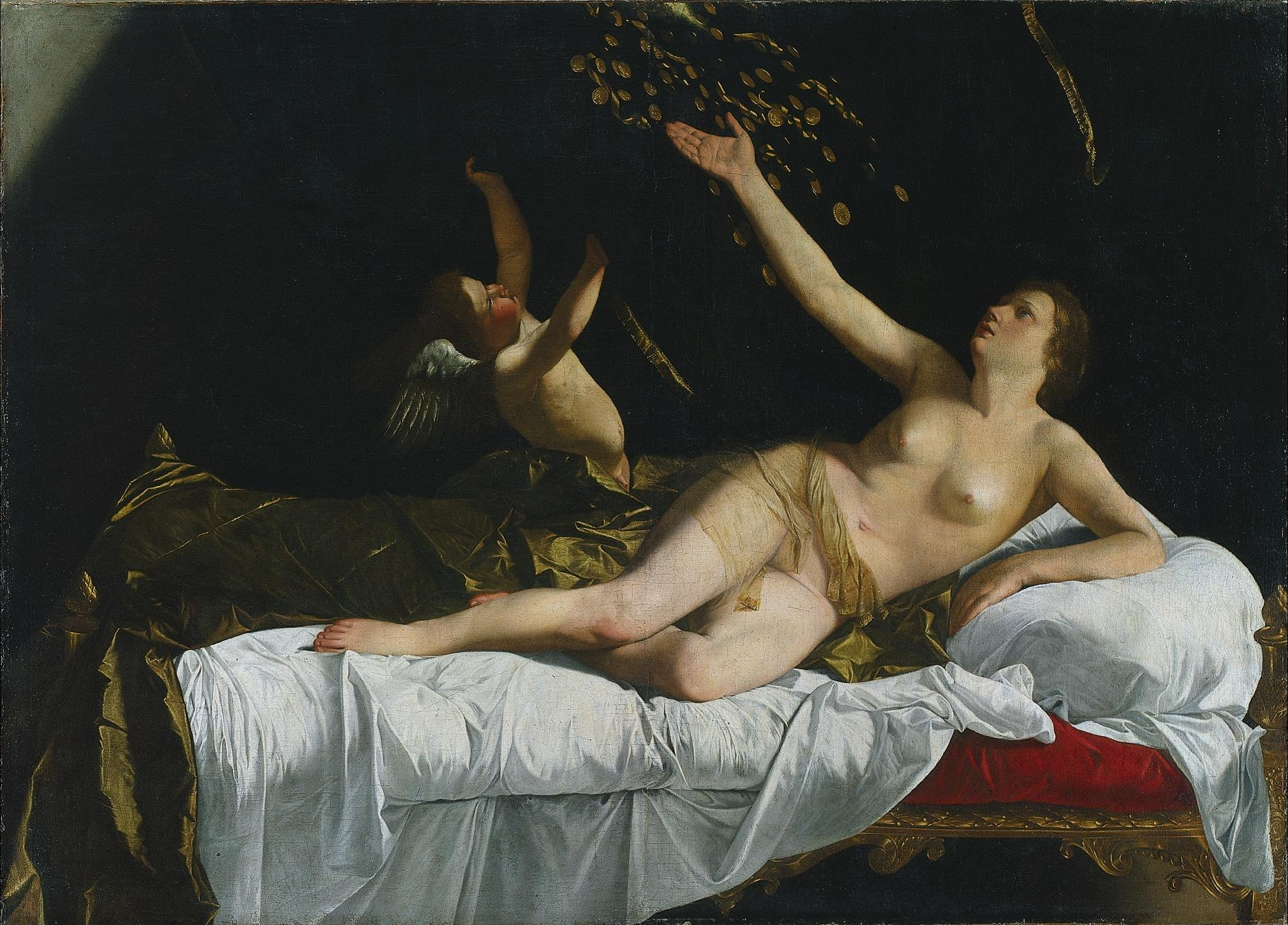
Orazio Gentileschi, Danae, 1623, Cleveland Museum of Art, Cleveland

Il dipinto divenne in seguito di proprietà degli Odescalchi, ma con la dispersione di questa collezione la tela entrò nelle raccolte di Filippo II d'Orléans, che nel Palais-Royal, a Parigi, aveva allestito una delle principali quadrerie d'Europa.
Le raccolte del duca d'Orléans vennero smembrate durante la Rivoluzione francese e in gran parte acquistate da collezionisti inglesi, inclusa la Danae di Annibale. Approdata così in Inghilterra l'opera venne infine collocata nella Bridgewater House a Londra.
Nel maggio del 1941 la tela andò distrutta (con altre opere del Carracci custodite nello stesso luogo) durante un violento bombardamento tedesco.
Benché tutte le fonti antiche concordino sulla paternità di Annibale, sia Hans Tietze (1880 – 1954), apripista degli studi moderni su Annibale Carracci, sia Donald Posner (1931 – 2005), tra i maggiori studiosi del maestro bolognese, hanno proposto attribuzioni alternative. Il primo infatti attribuiva il dipinto già nella Bridgewater House al Domenichino, il secondo proponeva il nome di Francesco Albani.
Non sono note copie pittoriche dell'opera, che però è stata riprodotta in alcune incisioni.
Se ne conserva uno studio preparatorio, di mano di Annibale, presso il Windsor Castle.

## Descrizione e stile

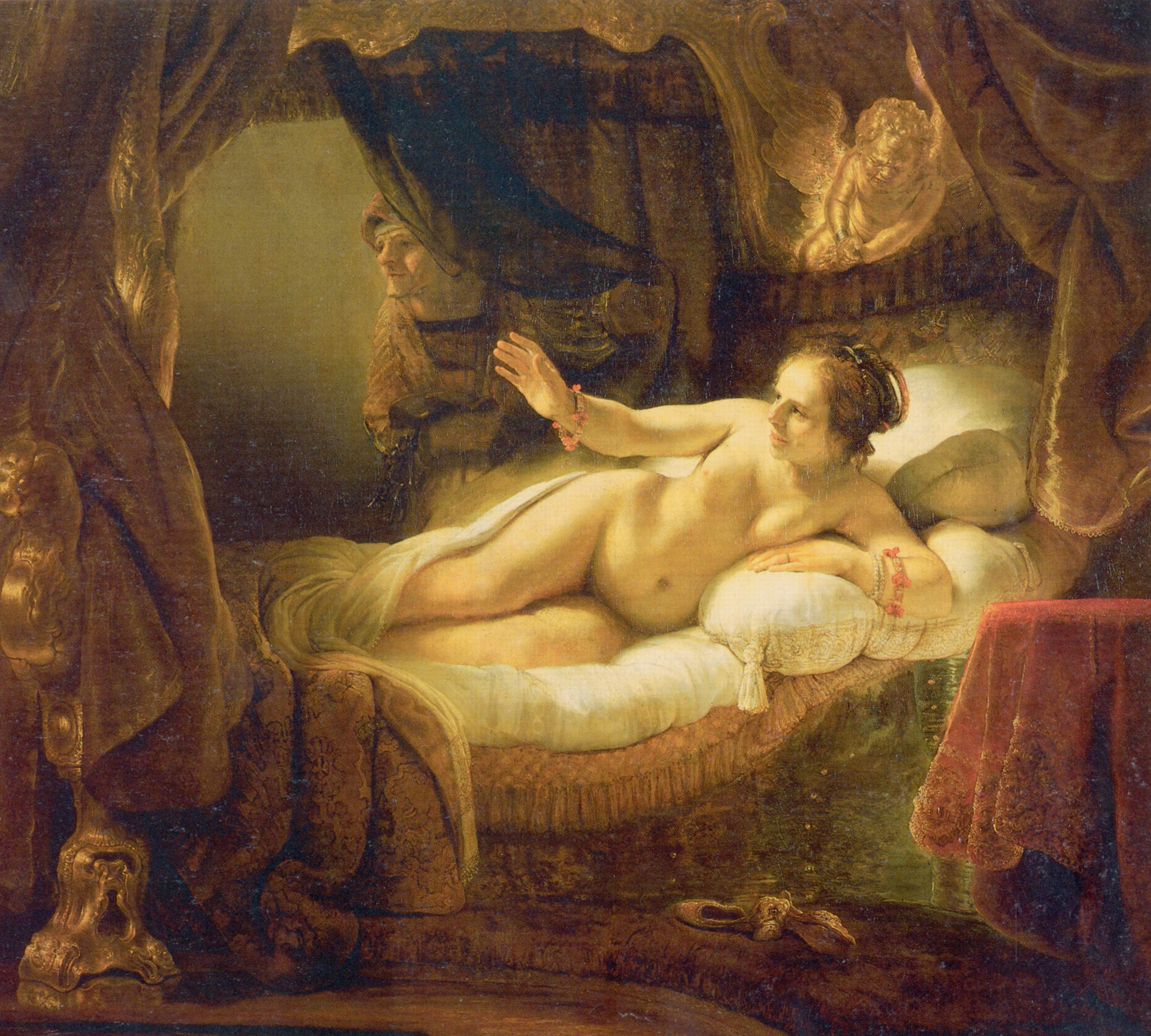
Rembrandt, Danae, 1636, Museo dell'Ermitage, San Pietroburgo

L'episodio raffigurato è relativo al mito di Danae, figlia del re di Argo Acrisio, che dal padre era stata richiusa in una torre di bronzo affinché ella non avesse contatti carnali con alcun uomo. Al re di Argo, infatti era stato predetto che il figlio di sua figlia Danae ne avrebbe determinato la morte.
Giove però si invaghì della bella prigioniera ed assunte le sembianze di pioggia d'oro si accoppiò con Danae, fecondandola. Da questa unione nacque Perseo che poi avverò la predizione dell'oracolo, causando la morte di Acrisio.
Nella tela di Annibale Danae si appresta a ricevere Giove trasmutatosi in una pioggia di monete d'oro. È la stessa figlia del re di Argo che apre la cortina del suo letto per facilitare il compito del dio olimpico.
Cupido a terra usa la faretra – da cui ha tolto le frecce – per riempirla delle monete d'oro che cadono dall'alto. Particolare che – secondo l'interpretazione di Scannelli – forse simboleggia come anche le cose dell'amore possano essere condizionate dal danaro e dalla ricchezza.
Cupido compare anche nel rilievo del vaso (sulla sinistra della composizione) mentre sottomette Pan, probabile allusione al tema dell'Omnia vincit amor (pan, infatti, in greco significa tutto). La stessa scena è stata raffigurata da Annibale in uno dei medaglioni monocromi della volta della Galleria Farnese. 
Un'ampia finestra a sinistra si apre su un vasto scorcio paesaggistico.
Sia lo Scannelli che il Bellori lodano senza riserve il dipinto: per il primo «Bellissima è la figura di Danae», per il secondo si tratta di «un'opera tale per ogni parte d'osservatione espressa con estrema bellezza si palesa fra le più degne continuamente mirabile».
Si ritiene che la composizione di Annibale abbia influenzato alcuni celebri dipinti successivi, dedicati allo stesso tema, come la Danae di Orazio Gentileschi e quella di Rembrandt.